# Dècada del 1680 aC
La dècada del 1680 aC comprèn el període que va des de l'1 de gener del 1689 aC fins al 31 de desembre del 1680 aC.

## Esdeveniments
- 1680 aC: els hurrites conquereixen el regne preassiri.